# Eleições estaduais no Maranhão em 2022
As eleições estaduais no Maranhão em 2022 foram realizadas em 2 de outubro, como parte das eleições gerais brasileiras no Distrito Federal e em 26 estados, para eleger um governador e vice-governador, um senador e dois suplentes de senador, 18 deputados federais e 42 estaduais. Na eleição para o executivo, o então governador Carlos Brandão (PSB) foi reeleito no primeiro turno com 51,29% dos votos, enquanto Lahesio Bonfim (PSC) ficou em segundo lugar com 24,87% dos votos, sendo esta a quarta eleição seguida para governador do Maranhão a ser decidida ainda no primeiro turno. Pela Constituição, o governador foi eleito para um mandato de quatro anos a se iniciar em 1.º de janeiro de 2023, e com a aprovação da Emenda Constitucional nº 111, terá seu término em 6 de janeiro de 2027.
Na eleição para o Senado Federal, onde houve renovação de um terço das 81 cadeiras, o ex-governador Flávio Dino (PSB) foi eleito com 62,41% dos votos, herdando a vaga do seu oponente Roberto Rocha (PTB), que ficou em segundo lugar com 35,56% dos votos.

## Candidatos a governador
- Carlos Brandão (PSB): Candidato a reeleição e natural de Colinas, Carlos Brandão é formado em medicina veterinária pela UEMA, tendo atuado como empresário do setor de agronegócio e comunicações. Na década de 1990, foi assessor, secretário-adjunto e chefe de gabinete em várias pastas da administração pública estadual, além de secretário de estado de Meio Ambiente no governo Roseana Sarney e secretário-chefe da Casa Civil e de Gabinete do Governador nos anos seguintes. Foi eleito deputado federal por dois mandatos seguidos em 2006 e 2010, e em 2014 e 2018, foi eleito vice-governador do Maranhão na chapa de Flávio Dino, assumindo definitivamente o cargo após a renúncia do titular para a disputa do Senado em 2022. Seu vice é o professor universitário e procurador federal Felipe Camarão (PT), secretário estadual de Educação de 2016 a 2022. O PSB lançou a candidatura de Carlos Brandão em convenção realizada em 30 de julho;[6]
- Edivaldo Holanda Júnior (PSD): Natural de São Luís, Edivaldo Holanda Júnior é formado em direito pela Universidade Ceuma, tendo atuado como advogado. Filho do deputado estadual Edivaldo Holanda, foi eleito vereador de São Luís em 2004 e 2008, e em 2010, foi eleito deputado federal. Em 2012, concorreu à prefeitura de São Luís, vencendo o candidato a reeleição João Castelo no segundo turno, e em 2016, foi reeleito na disputa contra Eduardo Braide, também no segundo turno. Sua vice é a pedagoga Andrea Heringer. O PSD lançou a candidatura de Edivaldo Holanda Júnior em convenção realizada em 30 de julho;[7]
- Enilton Rodrigues (PSOL): Natural de Arame, Enilton Rodrigues é formado em engenharia florestal pela UnB, tendo atuado como conselheiro de órgãos colegiados da instituição. Em 2020, foi candidato a vereador pelo município de Arame, não conseguindo ser eleito. Sua vice é a pedagoga Pedra Celestina. O PSOL lançou a candidatura de Enilton Rodrigues em convenção realizada em 5 de julho;[8]
- Frankle Costa (PCB): Natural de Imperatriz, Frankle Costa é servidor público municipal. Em 2020, foi candidato a vice-prefeito de Imperatriz na chapa de Sandro Ricardo, ficando em último lugar. Seu vice é o fotógrafo e militante político José Pereira Barbosa, o Zé JK. O PCB lançou a candidatura de Frankle Costa em convenção realizada em 26 de julho;[9]
- Hertz Dias (PSTU): Natural de São José de Ribamar, Hertz Dias é formado em história, sendo professor da rede pública municipal e estadual de ensino, além de co-fundador dos movimentos Hip-Hop Quilombo Urbano e Hip-Hop Quilombo Brasil. Em 2018, foi candidato a vice-presidente da república na chapa de Vera Lúcia Salgado, ficando em 11.º lugar, e em 2020, concorreu a prefeitura de São Luís, ficando em último lugar. Seu vice é o operador portuário Jayro Mesquita. O PSTU lançou a candidatura de Hertz Dias em convenção realizada em 26 de julho;[10]
- Lahesio Bonfim (PSC): Natural de Marcos Parente, Piauí, Lahesio Bonfim é formado em medicina pela UEPI, tendo exercido funções de médico concursado do IFMA e do município de Balsas. Em 2008, concorreu a prefeito da sua cidade natal, não conseguindo ser eleito. Em 2016, foi eleito prefeito de São Pedro dos Crentes, concorrendo contra Wanessa Arruda, e foi reeleito em 2020, concorrendo contra Leila Coutinho. Seu vice é o médico e professor universitário Gutemberg Araújo, vereador do município de São Luís por cinco mandatos consecutivos desde 2005. O PSC lançou a candidatura de Lahesio Bonfim em convenção realizada em 31 de julho;[11]
- Joás Moraes (DC): Natural de Imperatriz, Joás Moraes é formado em letras pela UEMA, atuando como professor auxiliar da UEMASUL e assessor técnico de gestão pública. Em 2006, foi candidato a deputado estadual, não conseguindo se eleger. Seu vice é o empresário Ricardo Medeiros, ex-secretário adjunto de Obras e Serviços Públicos de São Luís. O DC lançou a candidatura de Joás Moraes em convenção realizada em 5 de julho;[12]
- Simplício Araújo (Solidariedade): Natural de Bacabal, Simplício Araújo é formado em análise de sistemas, além de ter exercido funções de radialista e empresário. Em 2010, foi eleito deputado federal, não conseguindo se reeleger em 2014. Entre 2015 e 2021, foi secretário estadual de Indústria e Comércio no governo Flávio Dino, e em 2018, ao concorrer novamente para deputado federal, ficou na suplência. Sua vice é a nutricionista Marly Tavares, vereadora do munícipio de Pedreiras. O Solidariedade lançou a candidatura de Simplício Araújo em convenção realizada em 27 de julho;[13]
- Weverton Rocha (PDT): Natural de Imperatriz, Weverton Rocha é formado em administração pela Faculdade São Luís, tendo atuado como militante estudantil e vice-presidente regional da UNE no Maranhão. Foi assessor especial da prefeitura de São Luís entre 2000 e 2006, durante as gestões de Jackson Lago e Tadeu Palácio. Entre 2007 e 2008, foi secretário estadual de Juventude, e entre 2008 e 2009, secretário estadual de Esporte e Juventude no governo Jackson Lago, e posteriormente, assessor especial do Ministério do Trabalho e Emprego entre 2009 e 2011. Concorreu à Câmara dos Deputados em 2010, ficando na suplência, e em 2014, foi eleito definitivamente. Em 2018, foi eleito senador na chapa de Flávio Dino, com quem rompeu posteriormente. Seu vice é Hélio Soares (PL), deputado estadual por cinco mandatos seguidos desde 1999. O PDT lançou a candidatura de Weverton Rocha em convenção realizada em 29 de julho.[14]

| Candidato a governador                                                                | Candidato a governador                                                                | Candidato a governador                                                                | Candidato(a) a vice-governador(a)                                                     | Nº                                                                                    | Coligação/Partido/Federação                                                                                                | Tempo de horário eleitoral |
| ------------------------------------------------------------------------------------- | ------------------------------------------------------------------------------------- | ------------------------------------------------------------------------------------- | ------------------------------------------------------------------------------------- | ------------------------------------------------------------------------------------- | --- | -------------------------- |
|                                                                                       |                                                                                       | Enilton Rodrigues PSOL                                                                | Pedra Celestina PSOL                                                                  | 50                                                                                    | Federação PSOL REDE PSOL, REDE                                                                                             | 0:24                       |
|                                                                                       |                                                                                       | Weverton Rocha PDT                                                                    | Hélio Soares PL                                                                       | 12                                                                                    | Juntos pelo Trabalho PDT, PL, PTB, Republicanos, Agir, PROS                                                                | 2:35                       |
|                                                                                       |                                                                                       | Lahesio Bonfim PSC                                                                    | Dr. Gutemberg PSC                                                                     | 20                                                                                    | Coragem pra Mudar o Maranhão PSC, PMN                                                                                      | 0:19                       |
|                                                                                       |                                                                                       | Edivaldo Holanda Júnior PSD                                                           | Professora Andrea Heringer PSD                                                        | 55                                                                                    | Um Maranhão Melhor Para Todos PSD, PRTB                                                                                    | 0:57                       |
|                                                                                       |                                                                                       | Carlos Brandão PSB                                                                    | Felipe Camarão PT                                                                     | 40                                                                                    | Para o Bem do Maranhão PSB, FE Brasil (PT, PCdoB, PV), Federação PSDB Cidadania (PSDB, Cidadania), MDB, Patriota, PP, PODE | 5:16                       |
|                                                                                       |                                                                                       | Simplício Araújo Solidariedade                                                        | Dra. Marly Solidariedade                                                              | 77                                                                                    | Solidariedade | 0:27                       |
|                                                                                       |                                                                                       | Joás Moraes DC                                                                        | Ricardo Medeiros DC                                                                   | 27                                                                                    | Democracia Cristã DC | Não possui                 |
|                                                                                       |                                                                                       | Hertz Dias PSTU                                                                       | Jayro Mesquita PSTU                                                                   | 16                                                                                    | Partido Socialista dos Trabalhadores Unificado PSTU                                                                        | Não possui                 |
|                                                                                       |                                                                                       | Frankle Costa PCB                                                                     | Zé JK PCB                                                                             | 21                                                                                    | Partido Comunista Brasileiro PCB                                                                                           | Não possui                 |
| Apresentação de acordo com a ordem da propaganda eleitoral e representação partidária | Apresentação de acordo com a ordem da propaganda eleitoral e representação partidária | Apresentação de acordo com a ordem da propaganda eleitoral e representação partidária | Apresentação de acordo com a ordem da propaganda eleitoral e representação partidária | Apresentação de acordo com a ordem da propaganda eleitoral e representação partidária | Apresentação de acordo com a ordem da propaganda eleitoral e representação partidária                                      | Sobras: 0:02               |

### Pré-candidatos
- Josimar Maranhãozinho (PL): Prefeito de Maranhãozinho entre 2005 e 2012, deputado estadual entre 2015 e 2018 e deputado federal eleito em 2019, Josimar Cunha Rodrigues retirou sua pré-candidatura em 23 de maio, optando por concorrer à reeleição para a Câmara dos Deputados. Após votação com correligionários do partido, declarou apoio à candidatura de Weverton Rocha, indicando o vice da sua chapa.[16]

## Candidatos a senador
| Candidato(a) a senador(a)                                                             | Candidato(a) a senador(a)                                                             | Candidato(a) a senador(a)                                                             | Candidatos a suplente                                                                 | Nº                                                                                    | Coligação/Partido/Federação                                                                                                | Tempo de horário eleitoral |
| ------------------------------------------------------------------------------------- | ------------------------------------------------------------------------------------- | ------------------------------------------------------------------------------------- | ------------------------------------------------------------------------------------- | ------------------------------------------------------------------------------------- | --- | -------------------------- |
|                                                                                       |                                                                                       | Antônia Cariongo PSOL                                                                 | 1º: Professor Antônio Alves (PSOL) 2º: Deco (PSOL)                                    | 500                                                                                   | Federação PSOL REDE PSOL, REDE                                                                                             | 0:18                       |
|                                                                                       |                                                                                       | Roberto Rocha PTB                                                                     | 1º: Ildemar Gonçalves (PL) 2º: Pastor Bel (Agir)                                      | 145                                                                                   | Juntos pelo Trabalho PDT, PL, PTB, Republicanos, Agir, PROS                                                                | 1:34                       |
|                                                                                       |                                                                                       | Flávio Dino PSB                                                                       | 1º: Ana Paula Lobato (PSB) 2º: Lourdinha (PCdoB)                                      | 400                                                                                   | Para o Bem do Maranhão PSB, FE Brasil (PT, PCdoB, PV), Federação PSDB Cidadania (PSDB, Cidadania), MDB, Patriota, PP, PODE | 3:07                       |
|                                                                                       |                                                                                       | Pastor Ivo Nogueira DC                                                                | 1º: Ana Lúcia (DC) 2º: Celso Raposo (DC)                                              | 277                                                                                   | Democracia Cristã DC | Não possui                 |
|                                                                                       |                                                                                       | Saulo Arcangeli PSTU                                                                  | 1º: Wagner Silva (PSTU) 2º: Hernando Cunha (PSTU)                                     | 161                                                                                   | Partido Socialista dos Trabalhadores Unificado PSTU                                                                        | Não possui                 |
| Apresentação de acordo com a ordem da propaganda eleitoral e representação partidária | Apresentação de acordo com a ordem da propaganda eleitoral e representação partidária | Apresentação de acordo com a ordem da propaganda eleitoral e representação partidária | Apresentação de acordo com a ordem da propaganda eleitoral e representação partidária | Apresentação de acordo com a ordem da propaganda eleitoral e representação partidária | Apresentação de acordo com a ordem da propaganda eleitoral e representação partidária                                      | Sobras: 0:01               |

## Plano de mídia
A audiência pública do plano de mídia da eleição estadual ocorreu em 19 de agosto de 2022, na sede do Tribunal Regional Eleitoral do Maranhão, em São Luís. Após votação entre os representantes dos partidos e federações partidárias (11-7), ficou definido que o Grupo Mirante seria encarregado de gerar a propaganda na televisão, através da TV Mirante, e por receber menos votos, o Sistema Difusora de Comunicação seria encarregado de gerar a propaganda no rádio, através da Difusora FM. A cláusula de barreira aprovada em 2017 excluiu os candidatos da DC, PSTU e PCB, uma vez que os seus partidos não possuem representantes o suficiente na Câmara para ter direito a propaganda eleitoral.

## Pesquisas

### Para governador
| Período | Instituto                  | Amostragem | Brandão (PSB) | Weverton (PDT)          | Lahesio (PSC) | Edivaldo (PSD) | Enilton (PSOL) | Simplício (Sol.) | Joás (DC) | Hertz (PSTU) | Frankle (PCB) | B/N  | NS/NR | Vantagem |      |      |      |       |       |      |
| --- | -------------------------- | ---------- | ------------- | ----------------------- | ------------- | -------------- | -------------- | ---------------- | --------- | ------------ | ------------- | ---- | ----- | -------- | ---- | ---- | ---- | ----- | ----- | ---- |
| Período | Instituto                  | Amostragem | 10-13/08      | Data Ilha MA-05654/2022 | 2 031         | 27,4%          | 18,1%          | 16,3%            | 9,7%      | 0,7%         | 2%            | B/N  | NS/NR | Vantagem | 0,4% | 0,9% | 0,6% | 12,9% | 10,8% | 9,3% |
| 11-15/08 | Econométrica MA-01087/2022 | 1 503      | 40,7%         | 21,4%                   | 20,5%         | 7,5%           | 0,1%           | 0,3%             | 1,1%      | 0,1%         | —1            | 3,8% | 4,6%  | 19,3%    |      |      |      |       |       |      |
| 07-12/08 | Exata MA-02051/2022        | 1 469      | 30%           | 29%                     | 16%           | 10%            | 1%             | 1%               | 1%        | 0%           | 0%            | 4%   | 8%    | 1%       |      |      |      |       |       |      |
| 20-23/08 | IPEC MA-06254/2022         | 800        | 28%           | 16%                     | 10%           | 14%            | 1%             | 1%               | 2%        | 0%           | 1%            | 9%   | 19%   | 12%      |      |      |      |       |       |      |
| 05-09/09 | Econométrica MA-06547/2022 | 1 490      | 44,6%         | 22,4%                   | 20,1%         | 3,5%           | 0,2%           | 0,3%             | 0,1%      | 0,1%         | 0,1%          | 6,3% | 2,1%  | 22,2%    |      |      |      |       |       |      |
| 06-10/09 | Exata MA-00511/2022        | 1 436      | 34%           | 30%                     | 16%           | 8%             | 0%             | 1%               | 1%        | 0%           | 0%            | 3%   | 7%    | 4%       |      |      |      |       |       |      |
| 09-12/09 | Data Ilha MA-06939/2022    | 2 000      | 35,9%         | 19,9%                   | 16,5%         | 7,2%           | 0,2%           | 0,7%             | 0,8%      | 0,1%         | 0,1%          | 7,7% | 11,3% | 16%      |      |      |      |       |       |      |
| 17-19/09 | IPEC MA-04923/2022         | 800        | 41%           | 20%                     | 16%           | 7%             | 1%             | 1%               | 1%        | 0%           | 1%            | 5%   | 8%    | 21%      |      |      |      |       |       |      |
| 19-25/09 | Escutec MA-04989/2022      | 2 000      | 44%           | 21%                     | 19%           | 9%             | +1%2           | 1%               | +1%2      | +1%2         | +1%2          | 2%   | 3%    | 23%      |      |      |      |       |       |      |
| 16-20/09 | Econométrica MA-04251/2022 | 1 500      | 47,4%         | 18,2%                   | 21,9%         | 4,3%           | 0,2%           | 0,1%             | 0,1%      | 0,1%         | 0%            | 4,5% | 3,3%  | 25,5%    |      |      |      |       |       |      |
| 23-27/09 | Exata MA-08199/2022        | 1 450      | 39%           | 28%                     | 19%           | 4%             | 0%             | 1%               | 1%        | 0%           | 0%            | 4%   | 4%    | 11%      |      |      |      |       |       |      |
| 23-27/09 | Econométrica MA-01620/2022 | 1 500      | 47,4%         | 19,9%                   | 20,6%         | 3,1%           | 0%             | 0,1%             | 0,2%      | 0,1%         | 0,1%          | 5,3% | 3,1%  | 26,8%    |      |      |      |       |       |      |
| 28-30/09 | IPEC MA-03514/2022         | 800        | 45%           | 20%                     | 22%           | 5%             | 0%             | 1%               | 1%        | 0%           | 0%            | 3%   | 4%    | 23%      |      |      |      |       |       |      |
| ↑1 - O nome do candidato não foi incluído na pesquisa ↑2 - Os candidatos somaram juntos 1% das intenções de voto |                            |            |               |                         |               |                |                |                  |           |              |               |      |       |          |      |      |      |       |       |      |

### Para senador
| 11-15/08 | Econométrica1 MA-01087/2022 | 1 503 | 52,4% | 28,3% | 0,9% | 0,8% | 0,3% | 7,7%  | 8,8% | 24,1% |
| 07-12/08 | Exata MA-02051/2022         | 1 469 | 54%   | 28%   | 2%   | 3%   | 2%   | 6%    | 5%   | 26%   |
| 20-23/08 | IPEC MA-06254/2022          | 800   | 50%   | 21%   | 1%   | 4%   | 2%   | 8%    | 15%  | 29%   |
| 05-09/09 | Econométrica MA-06547/2022  | 1 490 | 55%   | 27%   | 0,9% | 2,3% | 0,3% | 5,4%  | 9%   | 28%   |
| 06-10/09 | Exata MA-00511/2022         | 1 436 | 57%   | 23%   | 2%   | 5%   | 1%   | 6%    | 6%   | 34%   |
| 09-12/09 | Data Ilha MA-06939/2022     | 2 000 | 55,1% | 23,4% | 0,9% | 4,2% | 1,3% | 10,7% | 4,5% | 31,7% |
| 17-19/09 | IPEC MA-04923/2022          | 800   | 59%   | 21%   | 2%   | 4%   | 2%   | 5%    | 8%   | 38%   |
| 19-25/09 | Escutec MA-04989/2022       | 2 000 | 57%   | 25%   | 1%   | 4%   | 2%   | 4%    | 7%   | 32%   |
| 16-20/09 | Econométrica MA-04251/2022  | 1 500 | 56,1% | 27,6% | 0,5% | 2,9% | 0,3% | 4,8%  | 7,9% | 28,5% |
| 23-27/09 | Exata MA-08199/2022         | 1 450 | 56%   | 26%   | 1%   | 4%   | 1%   | 6%    | 6%   | 30%   |
| 23-27/09 | Econométrica MA-01620/2022  | 1 500 | 57,3% | 28,9% | 0,3% | 2,1% | 0,2% | 4,9%  | 6,4% | 28,4% |
| 28-30/09 | IPEC MA-03514/2022          | 800   | 58%   | 28%   | 2%   | 3%   | 1%   | 4%    | 4%   | 30%   |
| ↑1 - A pesquisa incluiu ainda o nome de Ricardo Medeiros (DC) como candidato, com 0,8% das intenções de voto |                             |       |       |       |      |      |      |       |      |       |

## Debates televisionados

### Para governador
Dentre as organizadoras de debates para governador, apenas a TV Difusora, TV Guará e o portal Imperatriz Online convidaram todos os concorrentes. Imirante.com e TV Cidade chamaram apenas os 7 candidatos mais bem colocados nas pesquisas eleitorais, e a TV Mirante convidou os candidatos com a representação mínima na Câmara dos Deputados exigida pela legislação. A TV Guará cancelou o seu debate depois que os candidatos Brandão, Lahesio e Edivaldo, que ocupavam as primeiras posições nas pesquisas de intenção de voto, não confirmaram as suas presenças, e o debate que a TV Difusora havia marcado para o dia 23 de setembro foi cancelado devido à incompatibilidade do horário para o qual havia sido marcado com a grade da sua rede, o SBT, e o horário eleitoral.
O candidato Brandão faltou ao debate promovido pela TV Difusora em 18 de agosto, por considerar que a emissora "não é neutra" em sua linha editorial, e aos debates da TV Cidade e do Imperatriz Online, preferindo cumprir outros atos de campanha. Edivaldo se ausentou dos debates do Imirante.com e do Imperatriz Online para cumprir outros atos de campanha, e do debate da TV Cidade após ser internado para tratar de cálculos renais. Lahesio faltou ao debate do Imperatriz Online para cumprir outros atos de campanha. Joás faltou ao debate da TV Difusora em 18 de agosto após problemas em seu deslocamento para São Luís, que inviabilizaram sua participação.
| Data         | Organizadores                                 | Mediador                | Brandão (PSB)           | Weverton (PDT)          | Edivaldo (PSD)          | Enilton (PSOL)          | Lahesio (PSC)           | Simplício (Sol.)        | Joás (DC)               | Hertz (PSTU)            | Frankle (PCB)           |
| ------------ | --------------------------------------------- | ----------------------- | ----------------------- | ----------------------- | ----------------------- | ----------------------- | ----------------------- | ----------------------- | ----------------------- | ----------------------- | ----------------------- |
| 18/08, 12h   | Rede Difusora, Difusora FM, Difusora On       | Adalberto Melo          | Ausente                 | Presente                | Presente                | Presente                | Presente                | Presente                | Ausente                 | Presente                | Presente                |
| 01/09, 20h30 | Imirante.com                                  | Clóvis Cabalau          | Presente                | Presente                | Ausente                 | Presente                | Presente                | Presente                | Presente                | Não convidado           | Não convidado           |
| 14/09, 18h   | TV Cidade, SuaCidade.com                      | Patrícia Costa          | Ausente                 | Presente                | Ausente                 | Presente                | Presente                | Presente                | Presente                | Não convidado           | Não convidado           |
| 18/09, 21h   | Imperatriz Online, Difusora FM, Nativa FM     | Monica Brandão          | Ausente                 | Presente                | Ausente                 | Presente                | Ausente                 | Presente                | Presente                | Presente                | Presente                |
| 22/09, 22h   | TV Guará, Rádio Guará, Massa FM, Portal Guará | Cancelado pela emissora | Cancelado pela emissora | Cancelado pela emissora | Cancelado pela emissora | Cancelado pela emissora | Cancelado pela emissora | Cancelado pela emissora | Cancelado pela emissora | Cancelado pela emissora | Cancelado pela emissora |
| 23/09, 19h20 | Rede Difusora, Difusora FM, Difusora On       | Cancelado pela emissora | Cancelado pela emissora | Cancelado pela emissora | Cancelado pela emissora | Cancelado pela emissora | Cancelado pela emissora | Cancelado pela emissora | Cancelado pela emissora | Cancelado pela emissora | Cancelado pela emissora |
| 27/09, 22h30 | Rede Mirante, G1                              | Paulo Renato Soares     | Presente                | Presente                | Presente                | Presente                | Presente                | Presente                | Não convidado           | Não convidado           | Não convidado           |

### Para senador
Dentre as organizadoras de debates para senador, a TV Cidade foi a única a estabelecer critérios para convidar os candidatos, optando por chamar apenas aqueles com pontuação superior a 3% nas pesquisas. A candidata Antônia se opôs a este critério, uma vez que o PSOL possuía representação suficiente na Câmara, e entrou com uma liminar no TRE-MA. Após receber a liminar com o debate já em andamento, a TV Cidade autorizou a entrada da candidata, que no entanto, aproveitou seu momento de fala para se retirar em protesto. O candidato Dino se ausentou de todos os debates realizados, optando por cumprir outros atos de campanha.
| Data         | Organizadores                           | Mediador       | Dino (PSB) | Rocha (PTB) | Antônia (PSOL) | Ivo (DC) | Saulo (PSTU)  |
| ------------ | --------------------------------------- | -------------- | ---------- | ----------- | -------------- | -------- | ------------- |
| 25/08, 12h   | Rede Difusora, Difusora FM, Difusora On | Adalberto Melo | Ausente    | Presente    | Presente       | Presente | Presente      |
| 01/09, 22h   | TV Guará, Rádio Guará, Portal Guará     | Hugo Reis      | Ausente    | Presente    | Presente       | Presente | Presente      |
| 13/09, 18h   | TV Cidade, SuaCidade.com                | Patrícia Costa | Ausente    | Presente    | Retirou-se     | Presente | Não convidado |
| 15/09, 20h30 | Imirante.com                            | Carla Lima     | Ausente    | Presente    | Presente       | Presente | Presente      |

## Resultados

### Governador
| Candidato                | Candidato                        | Vice                       | Turno único 2 de outubro de 2022 | Turno único 2 de outubro de 2022 |
| Candidato                | Candidato                        | Vice                       | Total                            | Percentagem                      |
| ------------------------ | -------------------------------- | -------------------------- | -------------------------------- | -------------------------------- |
|                          | Carlos Brandão (PSB)             | Felipe Camarão (PT)        | 1.769.187                        | 51,29%                           |
|                          | Lahesio Bonfim (PSC)             | Dr. Gutemberg (PSC)        | 857.744                          | 24,87%                           |
|                          | Weverton Rocha (PDT)             | Hélio Soares (PL)          | 714.352                          | 20,71%                           |
|                          | Edivaldo Holanda Júnior (PSD)    | Andrea Heringer (PSD)      | 86.573                           | 2,51%                            |
|                          | Enilton Rodrigues (PSOL)         | Pedra Celestina (PSOL)     | 7.135                            | 0,21%                            |
|                          | Hertz Dias (PSTU)                | Jayro Mesquita (PSTU)      | 5.191                            | 0,15%                            |
|                          | Simplício Araújo (Solidariedade) | Dra. Marly (Solidariedade) | 5.009                            | 0,15%                            |
|                          | Joás Moraes (DC)                 | Ricardo Medeiros (DC)      | 2.310                            | 0,07%                            |
|                          | Frankle Costa (PCB)              | Zé JK (PCB)                | 1.889                            | 0,05%                            |
| → Total de votos válidos | → Total de votos válidos         | → Total de votos válidos   | 3.449.390                        | 88,03%                           |
| → Votos em branco        | → Votos em branco                | → Votos em branco          | 120.774                          | 3,09%                            |
| → Votos nulos            | → Votos nulos                    | → Votos nulos              | 348.048                          | 8,88%                            |
| Total                    | Total                            | Total                      | 3.918.212                        | 77,79%                           |
| Abstenções               | Abstenções                       | Abstenções                 | 1.118.518                        | 22,21%                           |
| Eleitorado apto          | Eleitorado apto                  | Eleitorado apto            | 5.036.730                        | 5.036.730                        |

Gráfico em barra
| Partido | Partido       | Candidato | Votos     | Votos (%) |
| ------- | ------------- | --------- | --------- | --------- |
|         | PSB           | Brandão   | 1 769 187 | 51,29%    |
|         | PSC           | Lahesio   | 857 744   | 24,87%    |
|         | PDT           | Weverton  | 714 352   | 20,71%    |
|         | PSD           | Edivaldo  | 86 573    | 2,51%     |
|         | PSOL          | Enilton   | 7 135     | 0,21%     |
|         | PSTU          | Hertz     | 5 191     | 0,15%     |
|         | Solidariedade | Simplício | 5 009     | 0,15%     |
|         | DC            | Joás      | 2 310     | 0,07%     |
|         | PCB           | Frankle   | 1 889     | 0,05%     |
| Totais  | Totais        | Totais    | 3 449 390 |           |
| Fonte:  |               |           |           |           |

### Senador
| Candidato(a)             | Candidato(a)             | Turno único 2 de outubro de 2022 | Turno único 2 de outubro de 2022 |
| Candidato(a)             | Candidato(a)             | Total                            | Percentagem                      |
| ------------------------ | ------------------------ | -------------------------------- | -------------------------------- |
|                          | Flávio Dino (PSB)        | 2.125.811                        | 62,41%                           |
|                          | Roberto Rocha (PTB)      | 1.211.174                        | 35,56%                           |
|                          | Antônia Cariongo (PSOL)  | 34.294                           | 1,01%                            |
|                          | Ivo Nogueira (DC)        | 24.875                           | 0,73%                            |
|                          | Saulo Arcangeli (PSTU)   | 10.206                           | 0,30%                            |
| → Total de votos válidos | → Total de votos válidos | 3.406.360                        | 86,94%                           |
| → Votos em branco        | → Votos em branco        | 201.383                          | 5,14%                            |
| → Votos nulos            | → Votos nulos            | 310.469                          | 7,92%                            |
| Total                    | Total                    | 3.918.212                        | 77,79%                           |
| Abstenções               | Abstenções               | 1.118.518                        | 22,21%                           |
| Eleitorado apto          | Eleitorado apto          | 5.036.730                        | 5.036.730                        |

| Partido | Partido | Candidato | Votos     | Votos (%) |
| ------- | ------- | --------- | --------- | --------- |
|         | PSB     | Dino      | 2 125 811 | 62,41%    |
|         | PTB     | Rocha     | 1 211 174 | 35,56%    |
|         | PSOL    | Antônia   | 34 294    | 1,01%     |
|         | DC      | Ivo       | 24 875    | 0,73%     |
|         | PSTU    | Saulo     | 10 206    | 0,3%      |
| Totais  | Totais  | Totais    | 3 406 360 |           |
| Fonte:  |         |           |           |           |

### Deputados federais eleitos
O Maranhão teve 318 candidatos aptos para concorrer a 18 das 513 cadeiras de deputado federal na Câmara dos Deputados do Brasil. Com a reforma política ocorrida em 2017, não houve coligações proporcionais, ou seja, os candidatos representaram unicamente suas siglas e elas elegeram suas bancadas individualmente.
| Candidato(a) | Candidato(a)          | Partido           | Votos   | Cidade de origem | Unidade federativa |
| ------------ | --------------------- | ----------------- | ------- | ---------------- | ------------------ |
|              | Detinha               | PL                | 161.206 | Cariús           | Ceará              |
|              | Pedro Lucas Fernandes | UNIÃO             | 159.786 | São Luís         | Maranhão           |
|              | Josimar Maranhãozinho | PL                | 158.360 | Várzea Alegre    | Ceará              |
|              | Juscelino Filho       | UNIÃO             | 142.419 | São Luís         | Maranhão           |
|              | André Fufuca          | PP                | 135.078 | Santa Inês       | Maranhão           |
|              | Aluísio Mendes        | PSC               | 126.577 | Belo Horizonte   | Minas Gerais       |
|              | Júnior Marreca Filho  | Patriota          | 116.246 | São Luís         | Maranhão           |
|              | Duarte Júnior         | PSB               | 111.019 | Rio de Janeiro   | Rio de Janeiro     |
|              | Amanda Gentil         | PP                | 108.699 | Caxias           | Maranhão           |
|              | Márcio Jerry          | PCdoB (FE Brasil) | 106.143 | Colinas          | Maranhão           |
|              | Roseana Sarney        | MDB               | 97.008  | São Luís         | Maranhão           |
|              | Fábio Macedo          | PODE              | 95.270  | Dom Pedro        | Maranhão           |
|              | Júnior Lourenço       | PL                | 93.123  | São Luís         | Maranhão           |
|              | Rubens Pereira Júnior | PT (FE Brasil)    | 91.872  | São Luís         | Maranhão           |
|              | Josivaldo JP          | PSD               | 79.699  | Jacundá          | Pará               |
|              | Cléber Verde          | Republicanos      | 70.275  | Santa Luzia      | Maranhão           |
|              | Pastor Gil            | PL                | 69.530  | Monção           | Maranhão           |
|              | Márcio Honaiser       | PDT               | 54.547  | Carazinho        | Rio Grande do Sul  |

#### Resultados por partido
| Nº                     | Partido                                               | Votos populares | Votos populares | Vagas     | ±         |
| Nº                     | Partido                                               | Votos           | %               | Vagas     | ±         |
| ---------------------- | ----------------------------------------------------- | --------------- | --------------- | --------- | --------- |
| 22                     | Partido Liberal (PL)                                  | 626.039         | 16,87%          | 4         | 1         |
| 44                     | União Brasil (União)                                  | 374.204         | 10,09%          | 2         | Estável   |
| 11                     | Progressistas (PP)                                    | 304.434         | 8,21%           | 2         | 1         |
| 15                     | Movimento Democrático Brasileiro (MDB)                | 301.583         | 8,13%           | 1         | 1         |
| 40                     | Partido Socialista Brasileiro (PSB)                   | 277.012         | 7,47%           | 1         | Estável   |
| 20                     | Partido Social Cristão (PSC)                          | 235.561         | 6,35%           | 1         | Estável   |
| 51                     | Patriota                                              | 231.636         | 6,24%           | 1         | Estável   |
| 55                     | Partido Social Democrático (PSD)                      | 230.912         | 6,22%           | 1         | 1         |
| 13                     | Partido dos Trabalhadores (PT)                        | 224.298         | 6,05%           | 1         | 1         |
| 19                     | Podemos (PODE)                                        | 222.975         | 6,01%           | 1         | 1         |
| 10                     | Republicanos                                          | 189.824         | 5,12%           | 1         | 1         |
| 12                     | Partido Democrático Trabalhista (PDT)                 | 183.387         | 4,94%           | 1         | 1         |
| 65                     | Partido Comunista do Brasil (PCdoB)                   | 178.248         | 4,80%           | 1         | Estável   |
| 23                     | Cidadania                                             | 63.066          | 1,70%           | 0         | —         |
| 70                     | Avante                                                | 8.162           | 0,22%           | 0         | —         |
| 90                     | Partido Republicano da Ordem Social (PROS)            | 8.069           | 0,22%           | 0         | —         |
| 36                     | Agir                                                  | 7.531           | 0,20%           | 0         | —         |
| 30                     | Partido Novo (NOVO)                                   | 6.755           | 0,18%           | 0         | —         |
| 50                     | Partido Socialismo e Liberdade (PSOL)                 | 5.817           | 0,16%           | 0         | —         |
| 43                     | Partido Verde (PV)                                    | 4.806           | 0,13%           | 0         | —         |
| 14                     | Partido Trabalhista Brasileiro (PTB)                  | 4.697           | 0,13%           | 0         | —         |
| 45                     | Partido da Social Democracia Brasileira (PSDB)        | 3.449           | 0,09%           | 0         | —         |
| 16                     | Partido Socialista dos Trabalhadores Unificado (PSTU) | 2.819           | 0,08%           | 0         | —         |
| 27                     | Democracia Cristã (DC)                                | 2.315           | 0,06%           | 0         | —         |
| 77                     | Solidariedade                                         | 2.197           | 0,06%           | 0         | —         |
| 28                     | Partido Renovador Trabalhista Brasileiro (PRTB)       | 2.023           | 0,05%           | 0         | —         |
| 35                     | Partido da Mulher Brasileira (PMB)                    | 1.691           | 0,05%           | 0         | —         |
| 18                     | Rede Sustentabilidade (REDE)                          | 1.593           | 0,04%           | 0         | —         |
| 21                     | Partido Comunista Brasileiro (PCB)                    | 1.182           | 0,03%           | 0         | —         |
| 29                     | Partido da Causa Operária (PCO)                       | 213             | 0,01%           | 0         | —         |
| Total de votos válidos | Total de votos válidos                                | 3.710.277       | 94,69%          | 18        | 18        |
| → Votos em branco      | → Votos em branco                                     | 132.888         | 3,39%           | 18        | 18        |
| → Votos nulos          | → Votos nulos                                         | 75.047          | 1,92%           | 18        | 18        |
| Total de votos         | Total de votos                                        | 3.918.212       | 77,79%          | 18        | 18        |
| Abstenções             | Abstenções                                            | 1.118.518       | 22,21%          | 18        | 18        |
| Eleitorado apto        | Eleitorado apto                                       | 5.036.730       | 5.036.730       | 5.036.730 | 5.036.730 |
| Fonte:                 |                                                       |                 |                 |           |           |

### Deputados estaduais eleitos
O Maranhão teve 523 candidatos aptos para concorrer a 42 cadeiras de deputado estadual na Assembleia Legislativa do Maranhão. Da mesma forma que nas eleições para deputados federais, não houve coligações proporcionais.
| Candidato(a) | Candidato(a)        | Partido           | Votos   | Cidade de origem | Unidade federativa |
| ------------ | ------------------- | ----------------- | ------- | ---------------- | ------------------ |
|              | Iracema Vale        | PSB               | 104.729 | São Luís         | Maranhão           |
|              | Othelino Neto       | PCdoB (FE Brasil) | 84.815  | São Luís         | Maranhão           |
|              | Carlos Lula         | PSB               | 80.828  | São Luís         | Maranhão           |
|              | Davi Brandão        | PSB               | 67.392  | Bacabal          | Maranhão           |
|              | Florêncio Neto      | PSB               | 56.100  | Bacabal          | Maranhão           |
|              | Fabiana Vilar       | PL                | 55.314  | Várzea Alegre    | Ceará              |
|              | Solange Almeida     | PL                | 55.193  | Monção           | Maranhão           |
|              | Francisco Nagib     | PSB               | 53.125  | Codó             | Maranhão           |
|              | Mical Damasceno     | PSD               | 52.123  | Anajatuba        | Maranhão           |
|              | Neto Evangelista    | UNIÃO             | 50.923  | São Luís         | Maranhão           |
|              | Aluizio Santos      | PL                | 50.770  | Chapadinha       | Maranhão           |
|              | Osmar Filho         | PDT               | 50.117  | São Luís         | Maranhão           |
|              | Rafael Leitoa       | PSB               | 49.798  | Teresina         | Piauí              |
|              | Dra. Vivianne       | PDT               | 49.202  | Uruçuí           | Piauí              |
|              | Andreia Rezende     | PSB               | 48.186  | São Luís         | Maranhão           |
|              | Rildo Amaral        | PP                | 48.090  | Imperatriz       | Maranhão           |
|              | Abigail             | PL                | 48.025  | São Francisco    | Minas Gerais       |
|              | Daniella            | PSB               | 47.277  | Presidente Dutra | Maranhão           |
|              | Edna Silva          | Patriota          | 46.248  | Santa Luzia      | Maranhão           |
|              | Glalbert Cutrim     | PDT               | 45.134  | São Luís         | Maranhão           |
|              | Guilherme Paz       | Patriota          | 44.844  | Codó             | Maranhão           |
|              | Rodrigo Lago        | PCdoB (FE Brasil) | 43.292  | São Luís         | Maranhão           |
|              | Fernando Braide     | PSC               | 42.506  | São Luís         | Maranhão           |
|              | Ricardo Arruda      | MDB               | 42.056  | Santos Dumont    | Minas Gerais       |
|              | Dr. Yglésio         | PSB               | 42.009  | São Luís         | Maranhão           |
|              | Eric Costa          | PSD               | 40.629  | Barra do Corda   | Maranhão           |
|              | Ariston Ribeiro     | PSB               | 40.236  | Pastos Bons      | Maranhão           |
|              | Arnaldo Melo        | PP                | 39.546  | Codó             | Maranhão           |
|              | Claudio Cunha       | PL                | 39.104  | Apicum-Açu       | Maranhão           |
|              | Janaina Ramos       | Republicanos      | 38.927  | Imperatriz       | Maranhão           |
|              | Antônio Pereira     | PSB               | 38.329  | Teixeira         | Paraíba            |
|              | Hemetério Weba      | PP                | 37.709  | Santa Helena     | Maranhão           |
|              | Cláudia Coutinho    | PDT               | 37.435  | Caxias           | Maranhão           |
|              | Júnior França       | PP                | 35.820  | Santa Inês       | Maranhão           |
|              | Juscelino Marreca   | Patriota          | 35.567  | Santa Luzia      | Maranhão           |
|              | Roberto Costa       | MDB               | 34.156  | Recife           | Pernambuco         |
|              | Ricardo Rios        | PCdoB (FE Brasil) | 29.304  | São Luís         | Maranhão           |
|              | Júlio Mendonça      | PCdoB (FE Brasil) | 29.028  | Viana            | Maranhão           |
|              | Ana do Gás          | PCdoB (FE Brasil) | 27.425  | São Luís         | Maranhão           |
|              | Leandro Bello       | PODE              | 25.064  | Timon            | Maranhão           |
|              | Júnior Cascaria     | PODE              | 24.910  | Poção de Pedras  | Maranhão           |
|              | Wellington do Curso | PSC               | 24.800  | Teresina         | Piauí              |

#### Resultados por partido
|                        |                                                       |                 |                 |           |           |
| Nº                     | Partido                                               | Votos populares | Votos populares | Vagas     | ±         |
| Nº                     | Partido                                               | Votos           | %               | Vagas     | ±         |
| 40                     | Partido Socialista Brasileiro (PSB)                   | 861.799         | 23,28%          | 11        | 1         |
| 22                     | Partido Liberal (PL)                                  | 381.909         | 10,32%          | 5         | 1         |
| 11                     | Progressistas (PP)                                    | 341.747         | 9,23%           | 4         | 2         |
| 12                     | Partido Democrático Trabalhista (PDT)                 | 333.171         | 9,00%           | 4         | 1         |
| 65                     | Partido Comunista do Brasil (PCdoB)                   | 244.045         | 6,59%           | 5         | Estável   |
| 51                     | Patriota                                              | 232.583         | 6,28%           | 3         | 3         |
| 55                     | Partido Social Democrático (PSD)                      | 207.320         | 5,60%           | 2         | 2         |
| 15                     | Movimento Democrático Brasileiro (MDB)                | 202.326         | 5,47%           | 2         | Estável   |
| 19                     | Podemos (PODE)                                        | 175.894         | 4,75%           | 2         | 1         |
| 20                     | Partido Social Cristão (PSC)                          | 144.517         | 3,90%           | 2         | 1         |
| 13                     | Partido dos Trabalhadores (PT)                        | 128.413         | 3,47%           | 0         | 1         |
| 10                     | Republicanos                                          | 91.045          | 2,46%           | 1         | 1         |
| 44                     | União Brasil (União)                                  | 72.612          | 1,96%           | 1         | Estável   |
| 45                     | Partido da Social Democracia Brasileira (PSDB)        | 57.346          | 1,55%           | 0         | —         |
| 90                     | Partido Republicano da Ordem Social (PROS)            | 54.123          | 1,46%           | 0         | —         |
| 43                     | Partido Verde (PV)                                    | 49.872          | 1,35%           | 0         | 2         |
| 14                     | Partido Trabalhista Brasileiro (PTB)                  | 28.868          | 0,78%           | 0         | —         |
| 36                     | Agir                                                  | 28.587          | 0,77%           | 0         | —         |
| 28                     | Partido Renovador Trabalhista Brasileiro (PRTB)       | 25.476          | 0,69%           | 0         | —         |
| 23                     | Cidadania                                             | 8.203           | 0,22%           | 0         | —         |
| 50                     | Partido Socialismo e Liberdade (PSOL)                 | 7.798           | 0,21%           | 0         | —         |
| 35                     | Partido da Mulher Brasileira (PMB)                    | 5.516           | 0,15%           | 0         | —         |
| 16                     | Partido Socialista dos Trabalhadores Unificado (PSTU) | 3.185           | 0,09%           | 0         | —         |
| 27                     | Democracia Cristã (DC)                                | 3.104           | 0,08%           | 0         | —         |
| 18                     | Rede Sustentabilidade (REDE)                          | 1.400           | 0,04%           | 0         | —         |
| 29                     | Partido da Causa Operária (PCO)                       | 177             | 0,00%           | 0         | —         |
| Total de votos válidos | Total de votos válidos                                | 3.701.453       | 94,97%          | 42        | 42        |
| → Votos em branco      | → Votos em branco                                     | 136.366         | 3,48%           | 42        | 42        |
| → Votos nulos          | → Votos nulos                                         | 80.393          | 2,05%           | 42        | 42        |
| Total de votos         | Total de votos                                        | 3.918.212       | 77,79%          | 42        | 42        |
| Abstenções             | Abstenções                                            | 1.118.518       | 22,21%          | 42        | 42        |
| Eleitorado apto        | Eleitorado apto                                       | 5.036.730       | 5.036.730       | 5.036.730 | 5.036.730 |
| Fonte:                 |                                                       |                 |                 |           |           |